# Vodacom Cup 2010
La Vodacom Cup de 2010 fue la decimotercera edición del torneo para selecciones provinciales de Sudáfrica.
El torneo se disputó en el primer semestre en paralelo al Súper Rugby, mientras que la Currie Cup se disputó en el segundo semestre.
El campeón fue el equipo de Blue Bulls quienes obtuvieron su tercer campeonato.

## Sistema de disputa
El torneo se disputó en zonas que se distribuyeron por cercanía geográfica, los cuatro mejores equipos de cada zona clasificaron a los cuartos de final.

## Clasificación

### Sección Norte
| Pos. | Equipo       | Encuentros | Encuentros | Encuentros | Encuentros | Tantos | Tantos | Tantos | PB | PB | Puntos |
| Pos. | Equipo       | PJ         | PG         | PE         | PP         | F      | C      | Dif    | BO | BD | Puntos |
| ---- | ------------ | ---------- | ---------- | ---------- | ---------- | ------ | ------ | ------ | -- | -- | ------ |
| 1.º  | Blue Bulls   | 7          | 7          | 0          | 0          | 251    | 136    | +115   | 4  | 0  | 32     |
| 2.º  | Golden Lions | 7          | 5          | 0          | 2          | 245    | 125    | +120   | 4  | 2  | 26     |
| 3.º  | Griquas      | 7          | 5          | 0          | 2          | 263    | 184    | +79    | 5  | 1  | 26     |
| 4.º  | Leopards XV  | 7          | 4          | 0          | 3          | 245    | 164    | +81    | 4  | 1  | 21     |
| 5.º  | Pumas        | 7          | 4          | 0          | 3          | 240    | 163    | +77    | 4  | 1  | 21     |
| 6.º  | Griffons     | 7          | 2          | 0          | 5          | 181    | 306    | -125   | 3  | 0  | 11     |
| 7.º  | Welwitschias | 7          | 1          | 0          | 6          | 194    | 300    | -106   | 2  | 1  | 7      |
| 8.º  | Falcons      | 7          | 0          | 0          | 7          | 116    | 357    | -241   | 2  | 0  | 2      |

### Sección Sur
| Pos. | Equipo                 | Encuentros | Encuentros | Encuentros | Encuentros | Tantos | Tantos | Tantos | PB | PB | Puntos |
| Pos. | Equipo                 | PJ         | PG         | PE         | PP         | F      | C      | Dif    | BO | BD | Puntos |
| ---- | ---------------------- | ---------- | ---------- | ---------- | ---------- | ------ | ------ | ------ | -- | -- | ------ |
| 1.º  | Boland Cavaliers       | 7          | 5          | 0          | 2          | 206    | 160    | +46    | 4  | 0  | 24     |
| 2.º  | Natal Sharks           | 7          | 5          | 0          | 2          | 214    | 131    | +83    | 1  | 2  | 23     |
| 3.º  | Free State Cheetahs    | 7          | 5          | 0          | 2          | 195    | 150    | +45    | 3  | 0  | 23     |
| 4.º  | Western Province       | 7          | 5          | 0          | 2          | 171    | 142    | +29    | 2  | 0  | 22     |
| 5.º  | Pampas XV              | 7          | 3          | 1          | 3          | 220    | 151    | +69    | 4  | 2  | 20     |
| 6.º  | Eastern Province Kings | 7          | 2          | 1          | 4          | 159    | 194    | -35    | 1  | 2  | 13     |
| 7.º  | SWD Eagles             | 7          | 2          | 0          | 5          | 151    | 176    | -25    | 1  | 3  | 12     |
| 8.º  | Border Bulldogs        | 7          | 0          | 0          | 7          | 115    | 327    | -212   | 2  | 1  | 3      |

|  | Cuartos de final. |

### Cuartos de final
| 23 de abril | Golden Lions | 20 - 30 | Free State Cheetahs | Johannesburg Stadium, Johannesburgo |  |

| 24 de abril | Blue Bulls | 17 - 6 | Western Province | Loftus Versfeld, Pretoria |  |

| 24 de abril | Natal Sharks | 28 - 24 | Griquas | ABSA Park, Durban |  |

| 24 de abril | Boland Cavaliers | 30 - 25 | Leopards | Boland Stadium, Wellington |  |

### Semifinales
| 1 de mayo | Boland Cavaliers | 14 - 22 | Free State Cheetahs | Boland Stadium, Wellington |  |

| 1 de mayo | Blue Bulls | 33 - 3 | Natal Sharks | Loftus Versfeld, Pretoria |  |

### Final
| 7 de mayo | Blue Bulls | 31 - 29 | Free State Cheetahs | Loftus Versfeld, Pretoria |  |

| Bandera de Sudáfrica |
| Campeón Blue Bulls   |
| Tercer título        |